# 叶夫根尼·利沃维奇·马尔科夫
叶夫根尼·利沃维奇·马尔科夫（羅馬化：Yevgeniy L'vovich Markov；1835年10月8日—1903年3月30日）是一位俄罗斯作家、评论家和民族志学家。
叶夫根尼·马尔科夫最初是一位自由派作家，曾为《祖国纪事》、《劳工》和《欧洲通报》等杂志撰稿，但后来逐渐转向保守派阵营，成为斯拉夫运动的一部分，并因成为尼古拉·涅克拉索夫最激烈的批评者而声名狼藉。
马尔科夫的主要小说《黑土地》（Черноземное поле，1878年）歌颂了一位理想化、有教养的俄罗斯地主的简单、贴近自然的生活。更倒退的是他的自传笔记和素描集《Barchuki》（Барчуки，1874年）充满了对旧俄罗斯农奴制“简单而安静的美德”的怀念。
更经得起时间考验的是他留下的旅行素描遗产，特别是广受欢迎的《克里米亚素描》（Очерки Крыма，1872年）、《高加索素描》（Очерки Кавказа，1887年）、《东方之旅》（Путешествие на Восток, Vols. 1-2, 1890–1891）、《俄罗斯在中亚》（Россия в Средней Азии，1901年）和《穿越塞尔维亚和黑山的旅程》（Путешествие по Сербии и Черногории，1903年）。
他的小儿子尼古拉·马尔科夫是俄罗斯政治家和公关人员，黑百运动的领导人之一。